# Alice Stone Blackwell
Alice Stone Blackwell (14 de setembro de 1857 - 15 de março de 1950) foi uma feminista americana, sufragista, jornalista, socialista radical e defensora dos direitos humanos. Ela era conhecida por seu trabalho como editora do The Woman's Journal (1881–1917), a revista oficial da American Woman Suffrage Association (AWSA), e iniciou uma reconciliação entre duas facções concorrentes do movimento sufragista, que se fundiram na National American Woman Suffrage Association (NAWSA).

## Biografia
Alice Stone Blackwell nasceu em em Orange, Nova Jersey e foi filha única de Lucy Stone e Henry Blackwell, ambos abolicionistas e ativistas pelos direitos das mulheres. Blackwell era filha única dos reformadores Lucy Stone e Henry Browne Blackwell. Ela pertencia a uma família de mulheres pioneiras. Suas tias Elizabeth Blackwell e Emily Blackwell foram duas das primeiras médicas do país e sua tia Antoinette Brown Blackwell foi a primeira mulher a ser ordenada como ministra nos Estados Unidos.  Em 1893, por meio de um amigo da família, Blackwell se interessou pela “Questão Armênia”, que o levou a um envolvimento apaixonado com a situação dos povos oprimidos em todo o mundo. Suas traduções sensíveis de poesia.

## Publicações
- Growing Up in Boston's Gilded Age: The Journal of Alice Stone Blackwell, 1872–1874
- Lucy Stone: Pioneer of Woman's Rights (publicado em 1930, reimpresso em 1971)
- Some Spanish-American Poets traduzido por Alice Stone Blackwell (publicado em 1929 por D. Appleton & Co.)
- Armenian Poems traduzido por Alice Stone Blackwell (1o vol., 1896; 2o vol., 1917). OCLC 4561287.
- Songs of Russia (1906)
- Songs of Grief and Joy traduzido do iídiche de Ezequiel Leavitt (1908)